# Elizabeth Fraser
Elizabeth Davidson Fraser, född 29 augusti 1963 i Grangemouth i Skottland, är en skotsk sångerska och tidigare medlem i det stilbildande drömpop-bandet Cocteau Twins. Hon har sedan mitten av 1980-talet även gästsjungit med flera andra artister och grupper, till exempel Dif Juz, This Mortal Coil, Massive Attack och Yann Tiersen.
Sedan 2022 har Frazer hörts i bandet Sun's Signature, tillsammans med Damon Reece (Massive Attack). 

## Diskografi

### Album medCocteau Twins
- 1982: Garlands
- 1983: Head over Heels
- 1984: Treasure
- 1986: Victorialand
- 1986: The Moon and the Melodies
- 1988: Blue Bell Knoll
- 1990: Heaven or Las Vegas
- 1993: Four-Calendar Café
- 1996: Milk and Kisses

### Album medThis Mortal Coil
- 1984: It'll End in Tears

### Album med Sun's Signature
- 2022: Sun's Signature

### Gästmedverkan
Låtar av andra artister med Elizabeth Fraser som gästsångare, albumtitel inom parentes
- 1984: The Wolfgang Press – "Respect" (Scarecrow)
- 1985: Felt – "Primitive Painters" (Primitive Painters/Cathedral)
- 1985: Dif Juz – "Love Insane" (Extractions)
- 1989: Ian McCulloch – "Candleland" (Candleland)
- 1992: Ian McCulloch – "Heaven's Gate" (Mysterio)
- 1994: The Future Sound of London – "Lifeforms 1-5 and 7" (Lifeforms [Remixes] EP)
- 1994: Medicine - "Time Baby 3" (Sounds of Medicine)
- 1995: The Bathers – "Danger in Love", "The Dutch Venus", "Angel on Ruskin", "The Night is Young" (Sunpowder)
- 1995: Moose – "Play God" (Live a Little, Love a Lot)
- 1998: Simon Raymonde – "Worship Me" (Blame Someone Else)
- 1998: Michael Kamen – "Take Me With You" (The Winter Guest)
- 1998: Craig Armstrong – "This Love" (The Space Between Us)
- 1999: Massive Attack – "Black Milk", "Group Four", "Teardrop" (Mezzanine)
- 2000: Peter Gabriel – "Downside Up", "Make Tomorrow" (OVO)
- 2001: Howard Shore – "Lothlórien: The Lament for Gandalf" (Sagan om ringen)
- 2002: Howard Shore – "Isengard Unleashed" (Sagan om de två tornen)
- 2005: Yann Tiersen – "Mary", "Kala" (Les Retrouvailles)
- 2006: Massive Attack – "Silent Spring" (Collected)